# رضا بوعذار
رضا بوعذار دونده ایرانی متولد اهواز است. وی تنها ملی پوش ایرانی در دوازدهمین دوره مسابقات دو و میدانی جوانان آسیا بود. بوعذار از عرب‌های خوزستان است و کشور امارات به او پیشنهاد اقامت داد که بوعذار این پیشنهاد را رد کرد. بوعذار در رشته ۴۰۰ متر رکورد ۴۶ ثانیه و ۵۸ صدم ثانیه را کسب کرد و رکورد رضا انتظاری را پس از ۲۳ سال شکست.

## تغییر رشته و گله‌مندی بوعذار
این رکورددار دو ۴۰۰ متر ایران و دارنده مدال طلای مسابقات آسیایی چین پس از تغییر رشته و دعوت به اردوی تیم‌ملی راگبی نگرانی خود را بابت تغییر رشته‌اش را نگاه نژادپرستانه رئیس فدراسیون دو و میدانی اعلام کرد. رضا پیش از این گفته بود که یک بار برای بالا بردن پرچم ایران نیز جلوی او را گرفته بودند. او دلایل مخالفت با خودش را نگاه‌های غیر ورزشی و نژادی می‌داند. پیش از این رضا بوعذار نشان طلای مسابقات آسیایی خود را به خانواده علی هاشمی تقدیم کرد. در مقابل این رفتار بوعذار مدیرکل ورزش و جوانان خوزستان اعلام کرده بود که علاوه بر هدیه سه میلیون تومان، پاداش دیگری نیز در مراسم تجلیل از قهرمانان به این دونده تقدیم خواهد شد.

### جوایز
- کسب مدال نقره آسیایی اردن در سال ۲۰۰۷،
- مدال نقره جوانان آسیا در سال ۲۰۰۶،
- مدال برنز بازی‌های آسیایی چین در سال ۲۰۰۷،
- طلا و نقره مسابقات آسیایی تهران در سال ۲۰۱۰،
- مدال نقره ستارگان آسیا در هند در سال ۲۰۱۱،
- مدال نقره جایزه بزرگ آسیایی تایلند در سال ۲۰۰۸،
- دو مدال برنز مسابقات غرب آسیا در حلب سوریه در سال ۲۰۱۱ و آخرین آن طلای داخل سالن مسابقات آسیایی چین[۱۲]